# Abuelo Made in Spain
Abuelo Made in Spain es una comedia española del año 1969 dirigida por Pedro Lazaga y protagonizada, entre otros y otras, por Paco Martínez Soria, Mabel Karr, Florinda Chico y Mónica Randall.

## Argumento
Marcelino es un pastor tranquilo y afable que vive en un pueblo del Pirineo aragonés. Cierto día, Cándida, Visi y Nieves, sus tres hijas, viajan a Madrid a probar fortuna. En la capital las tres mozas se casan, tienen hijos y se van olvidando de Marcelino. Inesperadamente, el buen hombre recibe una carta de Cándida en la que le invita a pasar una temporada en Madrid para que conozca a sus nietos.

## Recepción
Más de 30 años después de su estreno en cines, en el año 2000 fue emitida en La 1 siendo vista por más de cinco millones de espectadores y ocupando el puesto 33 de las películas más vistas en la década (2000-2009) y el primero a nivel nacional.